# مايكل كولينز (سياسي)
مايكل كولينز (بالإنجليزية: Michael Collins)‏ هو سياسي أيرلندي، ولد في 1 نوفمبر 1940 في جمهورية أيرلندا. في الانتخابات العمومية الإيرلندية 1997 ‏، انتخب نائب دييل عن دائرة ليمريك الغربية ‏ وقد انضم خلال فترته النيابية ‏ (26 يونيو 1997 – 25 أبريل 2002)  للكتلة البرلمانية فيانا فايل وانتخب نائب دييل عن دائرة ليمريك الغربية ‏ وقد انضم خلال فترته النيابية ‏ (27 سبتمبر 2003 – 26 أبريل 2007)  للكتلة البرلمانية مستقل وفي الانتخابات العمومية الإيرلندية 2002 ‏، انتخب نائب دييل عن دائرة ليمريك الغربية ‏ وقد انضم خلال فترته النيابية ‏ (6 يونيو 2002 – 27 سبتمبر 2003)  للكتلة البرلمانية فيانا فايل.